# Телохранители (сериал)
«Телохранители» — российский комедийный телесериал, премьера которого состоялась на телеканале «ТНТ» 21 августа 2023 года. Сюжет рассказывает о трёх бывших боксёрах из Челябинска, которые, оказавшись в Москве, становятся телохранителями эксцентричного адвоката.

## Сюжет
В центре сюжета — трое друзей: Юрок (Олег Гаас), Туча (Егор Овчинников) и Ящер (Александр Левин). Они решают подзаработать, участвуя в боях без правил в Москве, но из за этого тренер выгоняет их из сборной. После стычки с охраной известного адвоката Михаила Акраповича (Дмитрий Лысенков) они оказываются в полицейском участке. Впечатлённый их храбростью, адвокат предлагает им стать его телохранителями. Герои погружаются в мир столичной жизни, полный приключений и опасностей.
Во втором сезоне, выпущенном 24 февраля 2025 года, герои продолжают работать на адвоката, сталкиваясь с новыми вызовами в личной и профессиональной жизни. Юрок борется с искушениями и попытками адвоката помешать его отношениям с Вероникой, Ящер готовится стать отцом, а Туча наслаждается комфортной жизнью.

## В ролях
- Олег Гаас — Юрок (Юрий)
- Александр Левин — Ящер (Павел)
- Егор Овчинников — Туча (Антон)
- Дмитрий Лысенков — Михаил Акрапович (адвокат)
- Сергей Маковецкий — Александр Ильич Акрапович (отец адвоката)
- Инга Оболдина — мама Тучи
- Яна Кошкина — Саша (жена адвоката)
- Кристина Кучеренко — Вероника (дочь адвоката)
- Максим Лагашкин — Александр
- Кирилл Полухин — Циклоп

## Серии
| Сезон | Сезон | Серии | Период трансляции             |
| ----- | ----- | ----- | ----------------------------- |
|       | 1     | 16    | 21 августа — 13 сентября 2023 |
|       | 2     | 16    | 24 февраля — 6 марта 2025     |
|       | 3     | 16    | 2026                          |

### Первый сезон
| № серии | Описание | Премьера         |
| ------- | --- | ---------------- |
| 1       | Боксёры из Челябинска Юрок, Ящер и Туча перед вылетом на Чемпионат мира решают заработать на коммерческом турнире. Узнав о нарушении спортивного режима, главный тренер исключает их из сборной. За ужином в столичном ресторане парни невольно становятся участниками конфликта с охраной известного адвоката. Чтобы избежать тюремного срока, им приходится согласиться на предложение юриста. | 21 августа 2023  |
| 2       | Из тюрьмы выходит Циклоп — давний оппонент адвоката. Он зол и готов мстить. Адвокат решает откупиться, но у Циклопа есть собственные условия. Благодаря своему обаянию Юрок находит общий язык с дочерью адвоката, Вероникой. | 21 августа 2023  |
| 3       | Адвокат запрещает Веронике кататься на роликах. Подозревая, что дочь его не послушается, он просит Юрка присмотреть за ней. Папе звонит старый друг и предлагает купить место на кладбище, а Ящеру нужно срочно найти миллион рублей на первый взнос за квартиру. | 22 августа 2023  |
| 4       | Ящер заявляет парням, что они растолстели из-за сидячей работы, и предлагает вернуть былую форму, начав с утренних пробежек. Адвокат готовится ко Дню рождения дочери. Он планирует арендовать ресторан, привезти всех друзей Вероники в Москву и устроить ей сюрприз, но есть проблема: нужно звонить бывшей жене, чтобы взять контакты подруг.                                                 | 23 августа 2023  |
| 5       | Забирая еду адвоката из модной кофейни, Ящер узнаёт стоимость его обеда. Не понимая ценообразования, он решается на эксперимент. Адвокат получает интересный профессиональный вызов: у 12-летнего сына олигарха заблокировали учётную запись в компьютерной игре. | 24 августа 2023  |
| 6       | Сборная возвращается с Чемпионата мира. Парни едут на встречу с бывшей командой, но застают тренера не совсем в спортивной форме. Провинившийся папа уходит в очередную алкогольную паузу и получает травму. Занятие йогой оборачивается для адвоката и его супруги Саши неприятным опытом. | 28 августа 2023  |
| 7       | В офисе адвоката кто-то каждую ночь бьёт стекло. Проблемных клиентов было много, но кто именно портит имущество, неизвестно. Папа предлагает решить этот вопрос с помощью боксеров-телохранителей. | 29 августа 2023  |
| 8       | Крупные девелоперы просят адвоката о помощи. Им необходим юридический рычаг, чтобы выселить проблемную бабушку с выделенной под строительство земли. Тем временем Ящер решает организовать маленький огород на участке адвоката. | 30 августа 2023  |
| 9       | Юрок узнает, что у Вероники есть малыш, и соглашается помочь ей отвезти его к доктору. Туча до сих пор не признался родителям, что остался в Москве и работает телохранителем. Ему нужен план, так как его мама прилетает в столицу повидать сына. | 31 августа 2023  |
| 10      | Адвокат впервые проигрывает дело в суде. Больше всего это расстраивает папу, потому что сын защищал его. Парни решают как следует оторваться в долгожданный выходной. Ящер отказывается идти в клуб и намерен спокойно поиграть в бильярд, но ночная Москва умеет удивлять. | 4 сентября 2023  |
| 11      | Юрок встречает охранника, которого он с парнями избил, извиняется и узнаёт, что охранник получил хорошую денежную компенсацию от страховой. Желая быстро заработать, парни организуют «страховой случай». | 5 сентября 2023  |
| 12      | Адвокат вводит систему штрафов для телохранителей. Кошельки бывших боксёров начинают стремительно худеть. Ящер решает стать инвестором и покупает криптовалюту, стоя в пробке, а у папы новая работа, которой он очень рад, но это ненадолго. | 6 сентября 2023  |
| 13      | Навещая давнего знакомого в СИЗО, адвокат получает от него в зашифрованном виде просьбу перевезти крупную сумму денег. Адвокат поручает это дело телохранителям. Юрок подслушивает телефонный разговор Вероники и решает, что у неё появился парень. | 7 сентября 2023  |
| 14      | Одинокая соседка просит адвоката дать кого-нибудь из персонала, чтобы помочь ей подвинуть диван для занятия йогой. На задание отправляется Туча. По стечению обстоятельств соседка начинает думать, что он запал на неё. | 11 сентября 2023 |
| 15      | Тренер просит приехать парней на спортбазу в Подмосковье, где проходят очередные сборы. Вероника видит в принтере авиабилеты в Париж на фамилию Юрка и какой-то женщины и делает неправильные выводы, а адвокат узнаёт, что у жены есть займ в микрокредитной организации, который не так просто закрыть.                                                                                        | 12 сентября 2023 |
| 16      | Понимая, что Юрок и Вероника слишком сблизились, адвокат предпринимает единственное верное решение. Ящеру срочно нужно внести остаток за жильё. Наудачу он знакомится с влиятельным бизнесменом, а папе представляется возможность наладить свою независимую жизнь. | 13 сентября 2023 |

### Второй сезон
| № серии | Описание | Премьера        |
| ------- | --- | --------------- |
| 1 (17)  | Папа ссорится с сыном и тайно селится в домике охраны. Михаил Александрович начинает вести бесплатные дела, чтобы сохранить место в коллегии адвокатов. Первое свидание Юрка и Вероники оборачивается неприятным для парня сюрпризом. | 24 февраля 2025 |
| 2 (18)  | Саша с подружками хочет заняться боксом. Адвокат предлагает ей выбрать любого из трёх парней в качестве тренера. Папа случайно становится свидетелем чужого телефонного разговора. Вероника получает повышение и готовится к своему первому делу в суде.                                                                                          | 24 февраля 2025 |
| 3 (19)  | Жена адвоката позорит его на юбилее коллегии, поэтому он принимает решение подтянуть её школьные знания. На должность Вероники выходит Настя — спокойная миловидная девушка, которая явно что-то скрывает от окружающих. | 25 февраля 2025 |
| 4 (20)  | Новая секретарша быстро находит общий язык с парнями, что очень не нравится Веронике. Девушка пытается заставить Юрка признаться, что он в отношениях. К папе приезжают бывшие сокурсники. Чтобы достойно показать город друзьям, мужчина обращается к адвокату за финансовой помощью.                                                            | 25 февраля 2025 |
| 5 (21)  | Саша просит Тучу помочь ей избавиться от надоедливого поклонника. Отношения Вероники и Юрка стремительно развиваются, вот только девушка не хочет торопиться, а парень отчаянно ждёт тот самый «момент». | 26 февраля 2025 |
| 6 (22)  | В Москву прилетает тренер и просит героев помочь ему с покупкой автомобиля. Тем временем в офис адвоката приезжает сосед папы по больнице, который рассказывает об украденных деньгах и проделках папы. | 26 февраля 2025 |
| 7 (23)  | Адвокат принудительно отправляет папу в дом престарелых, а сам едет в релакс-центр, но выгодное предложение по работе заставляет его отложить отдых. Вероника собирается на выходные в Санкт-Петербург. Юрок провожает девушку и решает сделать ей сюрприз.                                                                                       | 27 февраля 2025 |
| 8 (24)  | Ящера мучают ночные кошмары, в которых он изменяет жене с Настей. Дорожный конфликт адвоката перерастает в страшное противостояние с байкерами. Папа продумывает план побега из дома престарелых. | 27 февраля 2025 |
| 9 (25)  | Адвокат находит новое хобби — гольф. Освоить увлечение ему помогают Ящер и Туча. Настя всячески привлекает внимание Юрка, чем заставляет Веронику начать сомневаться в надёжности их чувств. | 3 марта 2025    |
| 10 (26) | Саша находит в телефоне адвоката компромат, обвиняет в измене и бросает. Не выдержав одиночества, мужчина мирится с отцом и пытается вернуть жену. Видя страдания Юрка, Туча и Ящер пытаются ему помочь. Тем временем Саша тоже планирует помирить Веронику и Юрка.                                                                               | 3 марта 2025    |
| 11 (27) | Вероника рассказывает Юрку о подлом плане отца, и они вместе думают, как теперь отомстить. Ящеру предстоит купить коляску для будущего малыша. Герой со всем своим рвением и жадностью приступает к выполнению задания, а в это время адвокат испытывает тяжёлый психологический срыв.                                                            | 4 марта 2025    |
| 12 (28) | К адвокату приходит актёр Андрей Мерзликин. Встреча проходит в позитивном ключе, но всё портит Туча, который хамит и разговаривает с гостем, как с героем известного фильма. Надежды Юрка на романтический вечер с Вероникой разрушают её планы.                                                                                                  | 4 марта 2025    |
| 13 (29) | Адвокат с блеском выигрывает очередное дело, но его успехам не радуется Саша, ведь мужчина оставил её подружку после развода без копейки. Понимая, что такая участь может коснуться и её, Саша обращается за помощью к Веронике. Ящер узнаёт, что друзья давно озаботились дополнительными источниками дохода.                                    | 5 марта 2025    |
| 14 (30) | Вероника собирается в отпуск, но не решается позвать Юрка из-за цены на тур. Узнав об этом, парень идёт на отчаянный шаг, чтобы быстро заработать нужную сумму. У родителей Тучи серебряная свадьба. Отпраздновать это событие они прилетают в Москву, но сталкиваются в ресторане с адвокатом.                                                   | 5 марта 2025    |
| 15 (31) | Беременная жена Ящера делает ему сюрприз, прилетев в столицу. Прогулка по городу вызывает у неё восторг и… преждевременные роды. У адвоката очередное сложное дело, где замешаны два родных брата, и, чтобы угодить обоим, герой идёт на опасный шаг.                                                                                             | 6 марта 2025    |
| 16 (32) | День рождения папы, который он снова отмечает в одиночестве. Мужчина хочет собрать друзей в ресторане, извиниться перед каждым и наладить свою жизнь, но всё, как обычно, выходит из-под контроля. Парни встречают своих коллег-телохранителей и понимают, что у них совсем другие условия труда, а значит, пора серьёзно поговорить с адвокатом. | 6 марта 2025    |

## Производство
Режиссёром первого сезона «Телохранителей» был Константин Смирнов («Жуки» и «Девушки с Макаровым»).
Режиссёром второго сезона телесериала стал Владимир Битоков, известный по фильмам «Хэдшот» и «Мама, я дома». Производством занимается компания Norm Production совместно с Comedy Club Production.

## Рейтинги и отзывы
Телесериал получил смешанные отзывы от критиков и зрителей. Некоторые отметили удачное сочетание комедийных обстоятельств с динамичным развитием сюжета, другие критиковали поверхностность персонажей и предсказуемость сюжетных поворотов